# Sam Tingle
Sam Tingle (* 24. August 1921 in Manchester; † 19. Dezember 2008 in Kapstadt) war ein Formel-1-Rennfahrer aus Südrhodesien, dem heutigen Simbabwe.

## Karriere
Sam Tingle war ein großer Renn-Enthusiast, der in seiner Heimat Rhodesien schon 1947 mit einem alten Bentley Rennen zu fahren begann. In den frühen 1950er Jahren fuhr er MG, ehe er sich einen gebrauchten Connaught kaufte, der vorher im Besitz von Johnny Claes war. Mit diesem Fahrzeug gewann er die rhodesische Meisterschaft.
Tingle bestritt in den 1960er Jahren regelmäßig Rennen in der südafrikanischen Monoposto-Meisterschaft. Meistens fuhr er die Rennwagen von Doug Serrurier und 1966 konnte er mit dem Sieg bei der Border Trophy in East London seinen ersten großen Sieg feiern.
Tingle startete zwischen 1963 und 1969 fünfmal beim Großen Preis von Südafrika. 1969 schaffte Tingle, der neben John Love der zweite bekannte rhodesische Rennfahrer der 1960er Jahre war, mit dem achten Rang seine beste Platzierung im südlichsten Land Afrikas. Sein letztes Rennfahrzeug war ein Brabham BT24.

## Statistik

### Statistik in der Automobil-Weltmeisterschaft
Diese Statistik umfasst alle Teilnahmen des Fahrers an der Automobil-Weltmeisterschaft, die heutzutage als Formel-1-Weltmeisterschaft bezeichnet wird.

#### Gesamtübersicht
| Saison | Team         | Chassis      | Motor             | Rennen | Siege | Zweiter | Dritter | Poles | schn. Rennrunden | Punkte | WM-Pos. |
| ------ | ------------ | ------------ | ----------------- | ------ | ----- | ------- | ------- | ----- | ---------------- | ------ | ------- |
| 1963   | Sam Tingle   | LDS Mk1      | Alfa Romeo 1.5 L4 | 1      | −     | −       | −       | −     | −                | −      | −       |
| 1965   | Sam Tingle   | LDS Mk2      | Alfa Romeo 1.5 L4 | 1      | −     | −       | −       | −     | −                | −      | −       |
| 1967   | Sam Tingle   | LDS Mk3B     | Climax 2.8 L4     | 1      | −     | −       | −       | −     | −                | −      | −       |
| 1968   | Team Gunston | LDS Mk3B     | Repco 3.0 V8      | 1      | −     | −       | −       | −     | −                | −      | −       |
| 1969   | Team Gunston | Brabham BT24 | Repco 3.0 V8      | 1      | −     | −       | −       | −     | −                | −      | −       |
| Gesamt | Gesamt       | Gesamt       | Gesamt            | 5      | −     | −       | −       | −     | −                | −      |         |

#### Einzelergebnisse
| Saison | 1 | 2 | 3 | 4 | 5 | 6 | 7 | 8 | 9   | 10 | 11 | 12 |
| ------ | - | - | - | - | - | - | - | - | --- | -- | -- | -- |
| 1963   |   |   |   |   |   |   |   |   |     |    |    |    |
|        |   |   |   |   |   |   |   |   | DNF |    |    |    |
| 1965   |   |   |   |   |   |   |   |   |     |    |    |    |
| 13     |   |   |   |   |   |   |   |   |     |    |    |    |
| 1967   |   |   |   |   |   |   |   |   |     |    |    |    |
| DNF    |   |   |   |   |   |   |   |   |     |    |    |    |
| 1968   |   |   |   |   |   |   |   |   |     |    |    |    |
| DNF    |   |   |   |   |   |   |   |   |     |    |    |    |
| 1969   |   |   |   |   |   |   |   |   |     |    |    |    |
| 8      |   |   |   |   |   |   |   |   |     |    |    |    |

| Legende  | Legende            | Legende                                                          |
| Farbe    | Abkürzung          | Bedeutung                                                        |
| -------- | ------------------ | ---------------------------------------------------------------- |
| Gold     | –                  | Sieg                                                             |
| Silber   | –                  | 2. Platz                                                         |
| Bronze   | –                  | 3. Platz                                                         |
| Grün     | –                  | Platzierung in den Punkten                                       |
| Blau     | –                  | Klassifiziert außerhalb der Punkteränge                          |
| Violett  | DNF                | Rennen nicht beendet (did not finish)                            |
| Violett  | NC                 | nicht klassifiziert (not classified)                             |
| Rot      | DNQ                | nicht qualifiziert (did not qualify)                             |
| Rot      | DNPQ               | in Vorqualifikation gescheitert (did not pre-qualify)            |
| Schwarz  | DSQ                | disqualifiziert (disqualified)                                   |
| Weiß     | DNS                | nicht am Start (did not start)                                   |
| Weiß     | WD                 | zurückgezogen (withdrawn)                                        |
| Hellblau | PO                 | nur am Training teilgenommen (practiced only)                    |
| Hellblau | TD                 | Freitags-Testfahrer (test driver)                                |
| ohne     | DNP                | nicht am Training teilgenommen (did not practice)                |
| ohne     | INJ                | verletzt oder krank (injured)                                    |
| ohne     | EX                 | ausgeschlossen (excluded)                                        |
| ohne     | DNA                | nicht erschienen (did not arrive)                                |
| ohne     | C                  | Rennen abgesagt (cancelled)                                      |
| ohne     | keine WM-Teilnahme |                                                                  |
| sonstige | P/fett             | Pole-Position                                                    |
| sonstige | 1/2/3/4/5/6/7/8    | Punktplatzierung im Sprint-/Qualifikationsrennen                 |
| sonstige | SR/kursiv          | Schnellste Rennrunde                                             |
| sonstige | *                  | nicht im Ziel, aufgrund der zurückgelegten Distanz aber gewertet |
| sonstige | ()                 | Streichresultate                                                 |
| sonstige | unterstrichen      | Führender in der Gesamtwertung                                   |